# VarioLF3
VarioLF3 je česká tříčlánková nízkopodlažní tramvaj. Vůz byl vyvinut společnými silami firem Pragoimex, Krnovské opravny a strojírny a VKV Praha, které spolupracují v rámci Aliance TW Team.
Nadšenci zabývající se tramvajovou dopravou často mluví o VariuLF3 jako o „trojwaně“ (tříčlánkové VarioLF3 je odvozeno z vozu VarioLF = „wana“).

## Konstrukce

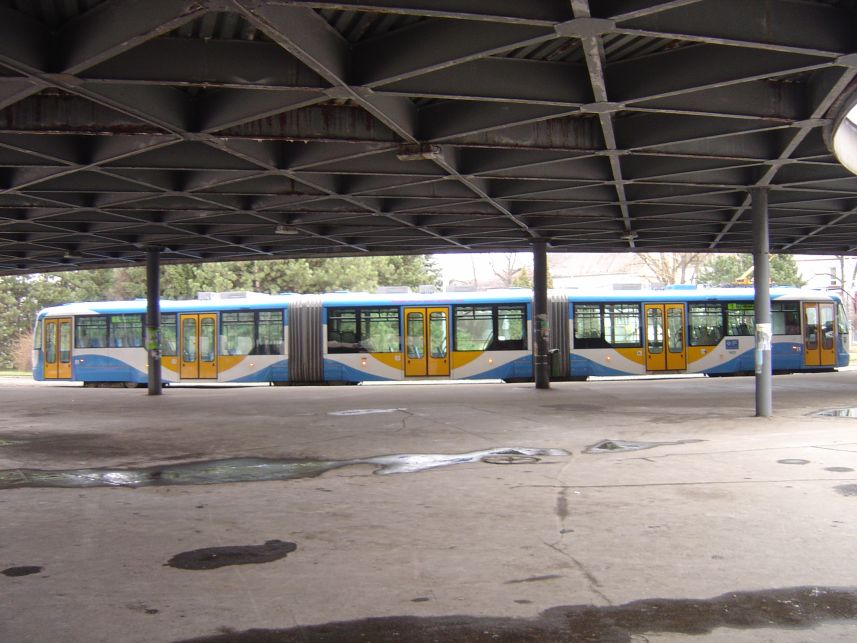
Pohled na pravý bok ostravského VariaLF3

Nároky na množství přepravených osob v tramvajích se každý rok mírně zvyšují. Proto také vzrůstá potřeba velkokapacitních vozidel, jako jsou například vozy Tatra KT8D5, které se v současné době úspěšně modernizují. Jenže je třeba také jejich množství zvyšovat, což u KT8D5 nelze. Některé dopravní podniky se rozhodly rekonstruovat starší tramvaje na velkokapacitní tříčlánkové (Brno – Tatra K3R-N, Plzeň – Tatra K3R-NT). Druhou možnost (dodávku nových vozidel) využila Ostrava v podobě tramvaje VarioLF3.
Jedná se o jednosměrný osminápravový motorový tramvajový vůz, sestávající ze tří článků, které jsou spojeny klouby a krycími měchy. V pravé bočnici se nachází patery dveře. V každém článku se nachází nízkopodlažní část. Podíl nízké podlahy (350 mm nad temenem kolejnice – TK) dosahuje 50 % z celkové plochy. Vysokopodlažní části (860 mm nad TK) se vyskytují v první třetině prvního článku, třetí třetině posledního článku a v obou kloubech nad podvozky.
VarioLF3 je vybaveno asynchronní elektrickou výzbrojí TV Europulse (jež je umístěna na střeše), odpruženými podvozky Komfort a polopantografem. Design čel navrhl architekt František Pelikán.
Pro každý podvozek je určen jeden střídač. K řízení a diagnostice elektrické výzbroje je použit mikroprocesorový distribuovaný řídící systém CECOMM.
V roce 2008 byl vyroben první obousměrný vůz označený jako VarioLF3/2.

## Dodávky tramvají
Dva vozy VarioLF3 byly vyrobeny v letech 2006 a 2007.
| Současný stát | Město   | Článek | Typ      | Roky dodávek | Počet vozů | Evidenční čísla při dodání | Poznámky | Zdroj |
| ------------- | ------- | ------ | -------- | ------------ | ---------- | -------------------------- | -------- | ----- |
| Česko         | Ostrava | článek | VarioLF3 | 2006–2007    | 2          | 1401, 1602                 |          | [ 1 ] |